# الحاج قدور (آيت حرز الله الشمالية)

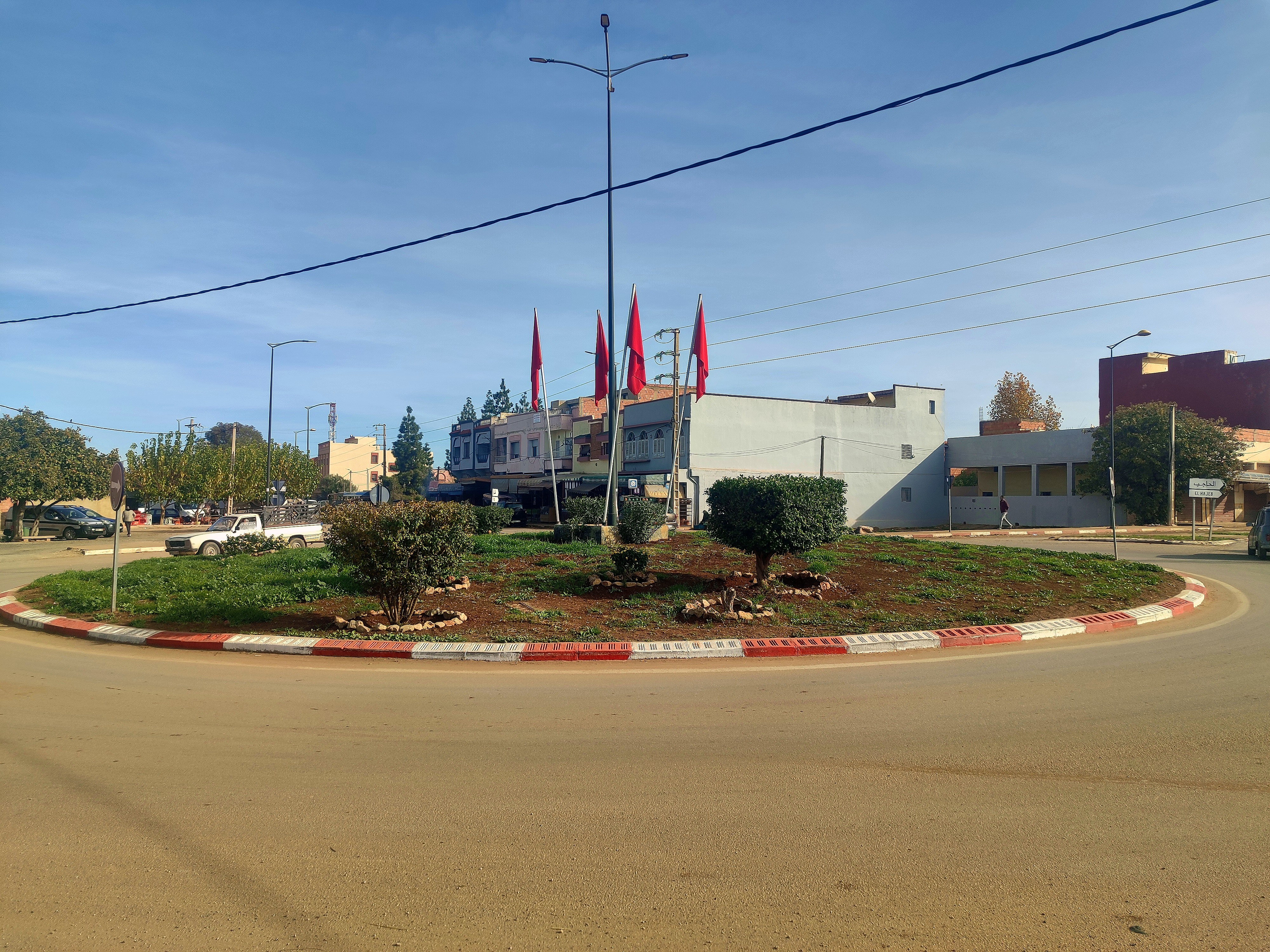
مركز الحاج قدور

الحاج قدور هو مركز يقع بجماعة سيدي سليمان مول الكيفان، عمالة مكناس، جهة فاس مكناس في المملكة المغربية. يقدر عدد سكانه بـ 1499 نسمة حسب الإحصاء الرسمي للسكان والسكنى لسنة 2004.

## روابط خارجية
- البوابة الوطنية للجماعات الترابية
- المندوبية السامية للتخطيط